# Archibald Hope
Archibald Hope (Rotterdam, 31 augustus 1747 - 's-Gravenhage, 7 juli 1821) was een Amsterdams bestuurder en koopman, koloniaal bestuurder en politicus.
Archibald Hope stamde uit het Schotse doopsgezinde geslacht Hope en was een zoon in het gezin van de koopman en reder Zachary Hope en Agatha van Vlierden. Vanaf 1774 was Archibald Hope koopman en poorter te Amsterdam. Van 1776 tot 1786 was hij bewindhebber van de West-Indische Compagnie en in 1786 was hij directeur van de kolonie Suriname. In 1789 was hij kort Schepen van Amsterdam en vanaf 1792 lid van de Raad der Westindische koloniën.
Van 1807 tot 1809 was hij lid in buitengewone dienst van de Raad van State, en vanaf 1811 was hij lid van het gemeentelijk bestuur van 's-Gravenhage. Vanaf 1813 woonde hij in het pand dat anno 2015 Paleis Lange Voorhout is. In 1814 was hij voor het departement Monden van de Maas lid van de Vergadering van Notabelen, en aansluitend van de Staten-Generaal der Verenigde Nederlanden en de Tweede Kamer der Staten-Generaal (tot 1819, voor Holland). Daar stelde hij zich regeringsgezind op. In 1820 werd hij benoemd tot staatsraad in buitengewone dienst.
In 1808 was Hope benoemd tot commandeur in de Orde van de Unie en in 1812 in de Orde van de Reünie.
- Biografisch Portaal: 41968657
- International Standard Name Identifier: 0000 0003 9230 7837
- Nederlandse Thesaurus van Auteursnamen: 074166220
- Parlement.com: vg09llskrjtk
- Virtual International Authority File: 286286197
- WorldCat: E39PBJm4RDYqCfrDj9rHtcjBfq